# بولا بينيت
بولا لي بينيت (بالإنجليزية: Paula Lee Bennett)‏ هي سياسية نيوزلندية من الحزب الوطني ولدت في يوم 9 أبريل 1969 في مدينة أوكلاند لعائلة ذات أصل ماوري بولينيزي. أنتخب كعضوة في البرلمان في سنة 2014. أصبحت وزيرة قضية تغير المناخ في سنة 2015 ووزيرة الشرطة ووزيرة النساء في سنة 2016 ونائبة رئيس الوزراء في سنة 2017.